# Carrozzeria Fissore

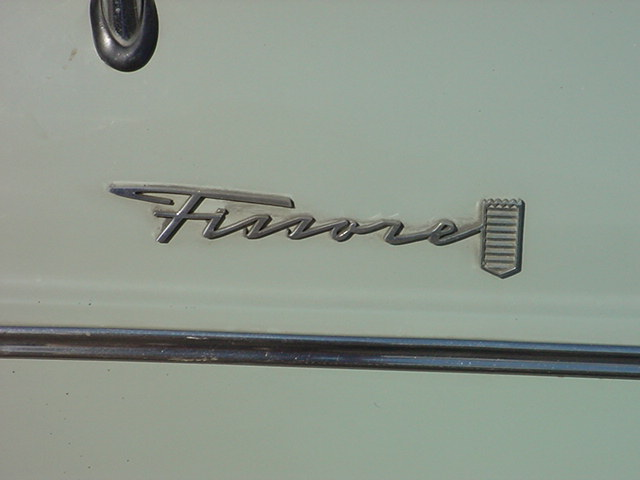
Logo van Carrozzeria Fissore (1966)

Carrozzeria Fissore is een Italiaans voormalig bedrijf dat autocarrosserieën ontwierp en produceerde voor diverse automerken.  Het bedrijf was gevestigd in Savigliano bij Turijn.

## Geschiedenis
Het bedrijf werd opgericht in 1920 door de gebroeders Antonio, Bernardo, Giovanni en Costanzo Fissore. Oorspronkelijk bouwden ze rijtuigen, maar later breidden ze hun activiteiten uit met het repareren van auto's en vrachtwagens. In 1936 nam Bernardo het roer in handen en begon Fissore met het vervaardigen van speciale carrosserieën voor auto's, lijkwagens, postwagens en kleine bussen. Tijdens de Tweede Wereldoorlog produceerde Fissore militaire voertuigen.
Na de oorlog kwam de focus weer op personenauto's te liggen. Het bedrijf had een eigen designstudio en bouwde carrosserieën in zijn eigen werkplaatsen. In 1947 werd de eerste stationwagen gebouwd op het chassis van de Fiat 1100, die de naam "Giardinetta" kreeg. In 1953 presenteerde Fissore de Fiat 1100 TV, een uniek ontworpen coupé van de hand van Mario Revelli. De auto werd het eerste grote succes voor Carrozzeria Fissore. Er volgden nog meer Fiat-gebaseerde ontwerpen die Fissore hielpen groeien tot het punt waarop het bedrijf halverwege de jaren zestig ongeveer 200 werknemers in dienst had. In die periode begon Fissore ook voor andere autofabrikanten te werken. DKW, TVR en De Tomaso behoorden tot de eerste klanten. Fissore leverde niet alleen carrosserieontwerpen maar produceerde ook complete voertuigen op maat of in beperkt oplage. Fissore had misschien niet de reputatie van Pininfarina of Bertone maar was wel een echte ontwerpstudio en carrosseriefabriek met een solide reputatie. Begin jaren zestig was Franco Maina verantwoordelijk voor veel van de ontwerpen, later werkte ook Trevor Fiore voor Fissore.
In 1969 haalde Fissore een contract met Monteverdi binnen om een groot deel van de sportwagens in de High Speed-serie te bouwen. Dit zorgde voor een gestage stroom werk, hoewel de verwachte bestellingen van 100 exemplaren per jaar pas in 1976 werden gerealiseerd bij de introductie van de Safari SUV. De volumes die dat jaar werden bereikt dwongen Fissore om hun ambachtelijke methoden op te geven en over te schakelen op geautomatiseerde productieprocessen. Monteverdi verleende financiële steun bij het verwerven van de benodigde plaatpersen en kreeg in ruil daarvoor een belang in het bedrijf. Eind jaren zeventig werd Fissore volledig eigendom van Monteverdi. De wagens van Monteverdi vormden in deze periode het grootste deel van de Fissore-productie, maar ook voor andere bedrijven werden nog steeds prototypes en voertuigen op maat gemaakt.
Toen Monteverdi in 1984 stopte met het produceren van auto's sloot ook Fissore de deuren en werd kort daarna opgedoekt.

## Voertuigen

### Fissore en Fiat

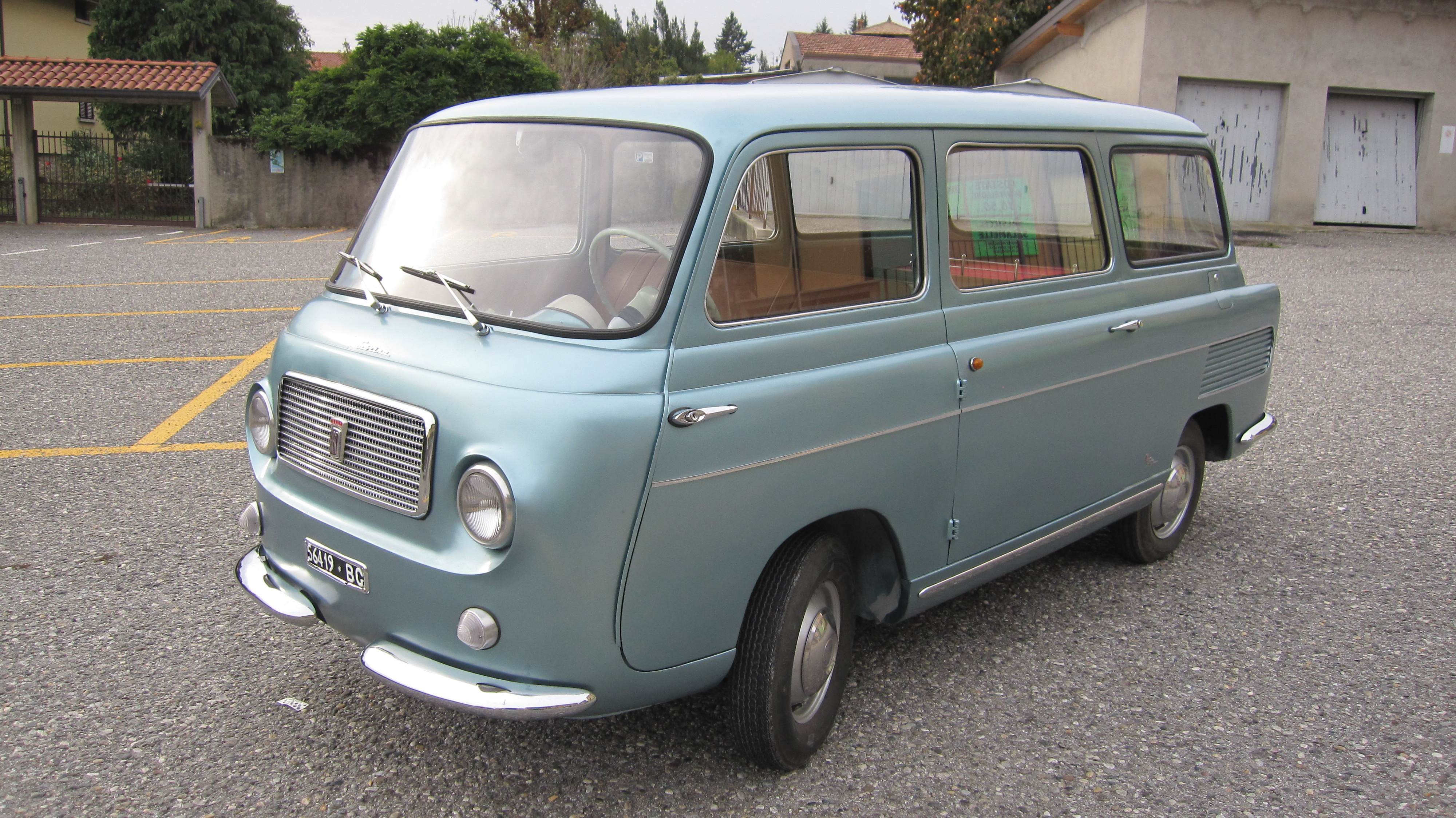
Fiat Sabrina (1959)

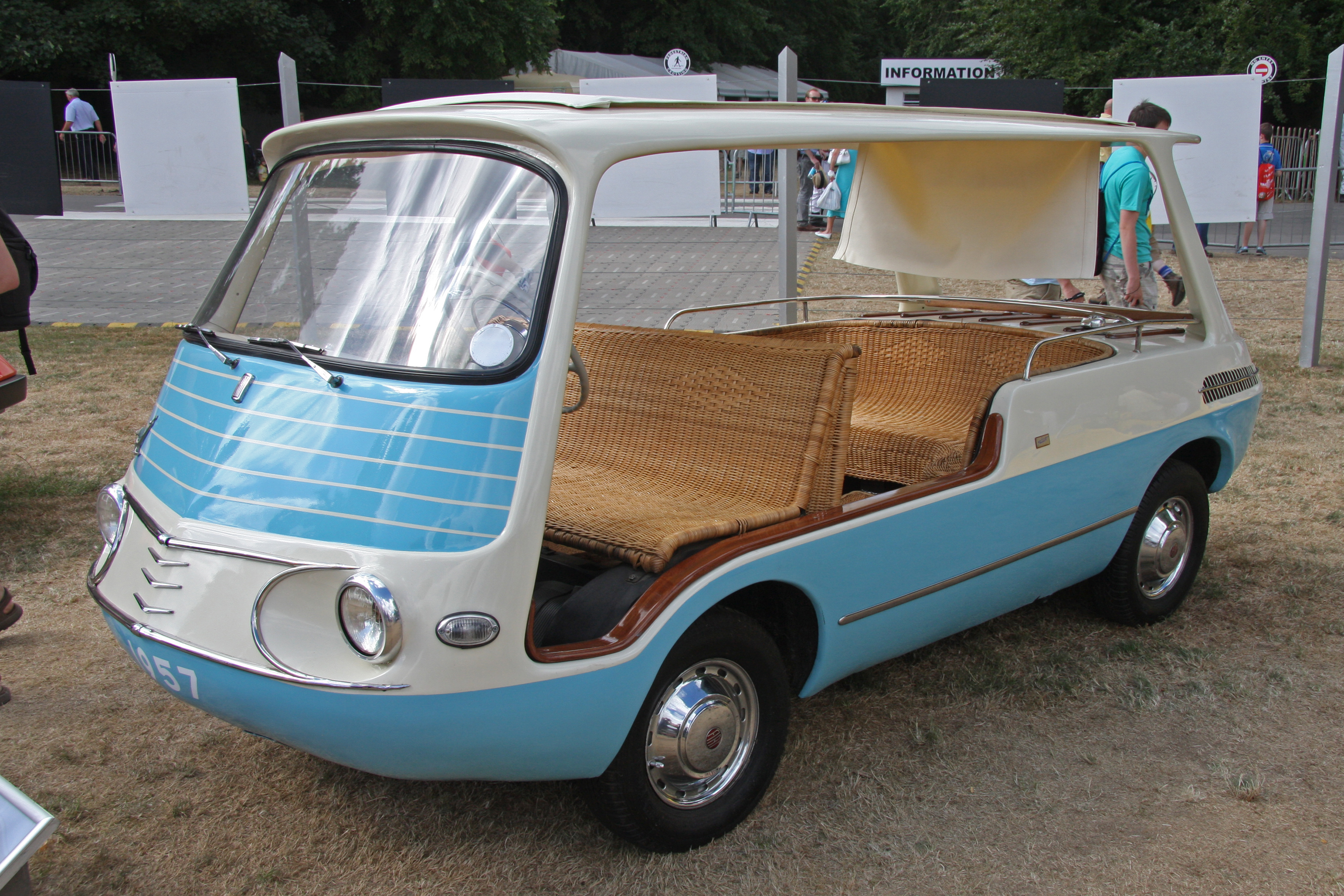
Fiat Marinella (1957)

In de jaren vijftig en zestig produceerde Fissore een aantal speciale voertuigen op basis van Fiat-modellen, waarvan sommige ook in beperkte serie werden gebouwd:
- Fiat 1100 TV Fissore Coupé (1953): een fastback coupé op basis van de Fiat 1100. Er werden meerdere exemplaren van geproduceerd en Fissore beschreef het als het eerste grote succes.
- Sabrina (1957): een voertuig met vier tot zes zitplaatsen op basis van de Multipla. Daarvan bestond ook een volledig open strandwagen, de "Marinella".
- 1500 Coupé (1959): een tweedeurs coupé gebaseerd op de Fiat 1500.
- Mongho 650 (1969): een strakke coupé op basis van de Fiat 500 in de hoekige stijl kenmerkend voor de jaren 70. De motor werd onder handen genomen door autotuner Gainnini om meer vermogen te leveren. Het bleef echter bij dit ene prototype.
- Fissore 127 Scout (1971): een open wagen voor recreatieve doeleinden op basis van de Fiat 127, vergelijkbaar met de Citroën Méhari.[1]

Fissore heeft voor Fiat ook een cabrioletversie van de Fiat Ritmo ontworpen, maar uiteindelijk koos Fiat voor het ontwerp van Bertone.

### Fissore en OSCA

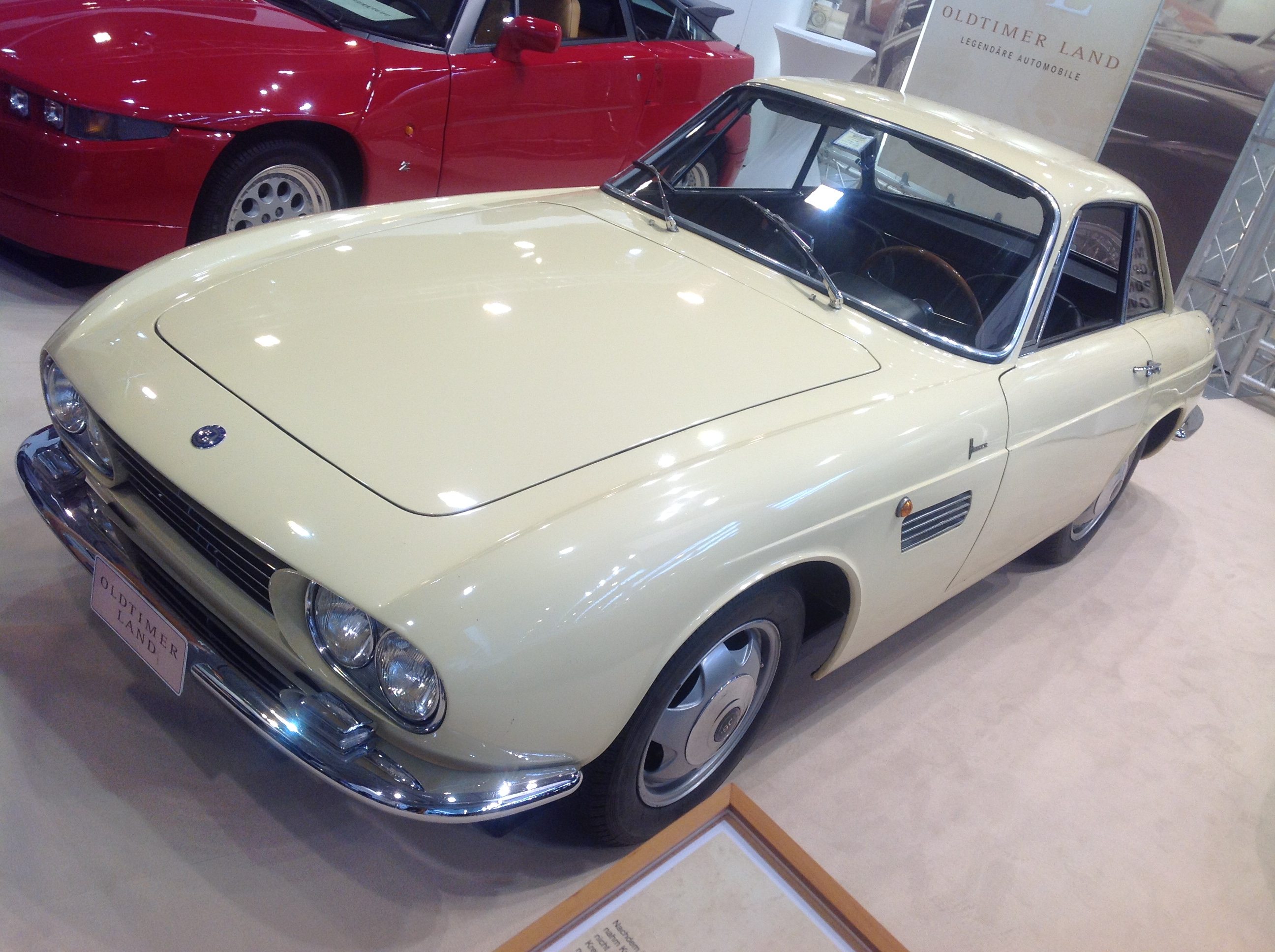
OSCA 1600 GT2

In 1962 heeft Fissore een beperkte serie carrosserieën ontwikkeld en geproduceerd voor OSCA, een bedrijf van de gebroeders Maserati. Hiervoor werd het chassis van de OSCA 1600 gebruikt. Er werden 22 coupés en twee cabrio's gebouwd.

### Fissore en DKW

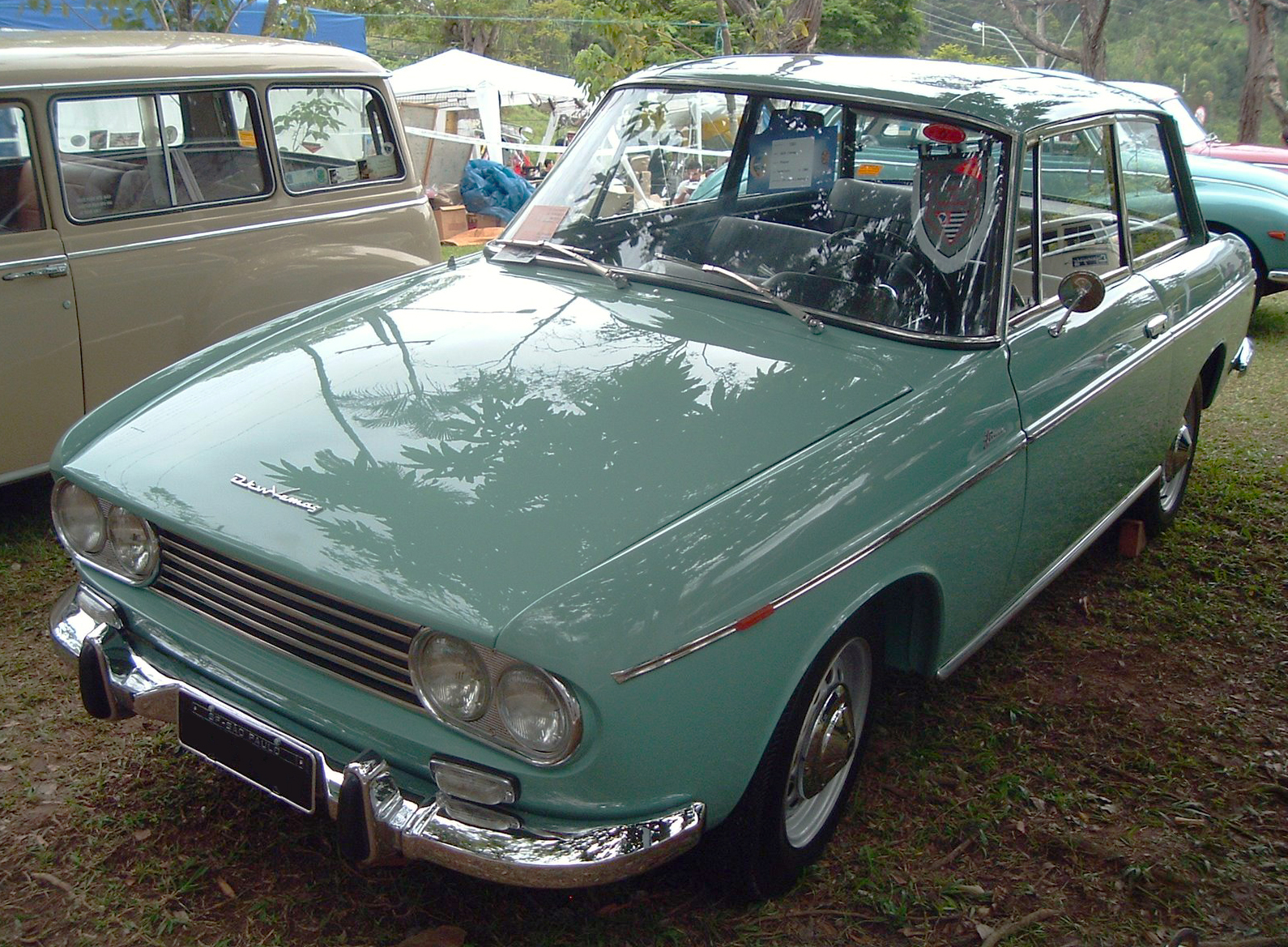
DKW-Vemag Fissore (1965)

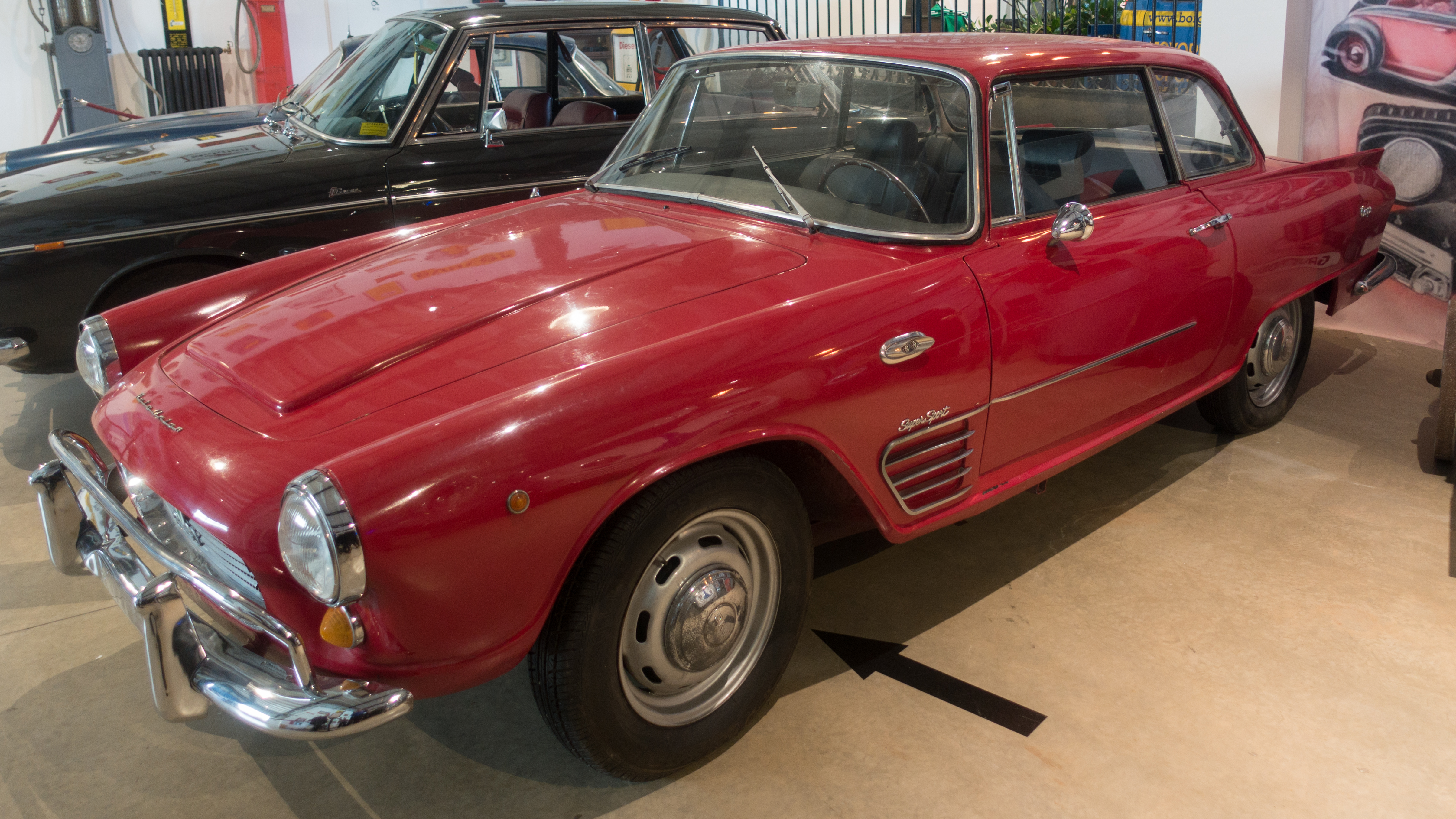
DKW 1000 Sp Fissore

In de vroege jaren zestig had Fissore zakelijke contacten met DKW en Auto-Union, wat ertoe leidde dat drie DKW-modellen voor de Zuid-Amerikaanse markt, die in Brazilië gebouwd werden door Vemag, door Fissore hertekend werden:
- DKW-Vemag Belcar: dit was een DKW 3=6 waarvan er in Brazilië tussen 1958 en 1967 zo'n 51.000 exemplaren geproduceerd werden. In 1965 gaf Fissore de wagen een facelift met een nieuwe voor- en achterkant, dubbele koplampen en deuren met scharnieren vooraan.
- DKW-Vemag Fissore: een strak ontworpen tweedeurs sedan met een neus die dezelfde kenmerken had als de OSCA 1600 coupé, een eerder ontwerp van Fissore. De carrosserielijn leek sterk op die van de DKW F102. In feite was dit gewoon een Belcar met een nieuw koetswerk. Met zijn tweetaktmotor was de Fissore echter geen succes in Zuid-Amerika, tussen 1964 en 1967 werden er niet meer dan 2500 exemplaren gebouwd.
- Fissore/Vemag produceerde ook een aantal coupés en spyders op basis van de Auto Union 1000 Sp met een iets minder afgeplatte carrosserie. Deze werden ook in licentie gebouwd in Argentinië en Spanje.[3]

Voor IMOSA, een Spaanse dochteronderneming van Auto-Union, ontwikkelde Fissore de lichte bedrijfswagen DKW F 1000 L. Dit ontwerp werd nadien overgenomen door Mercedes-Benz, die het gebruikte voor de N1000 en N1300 bestelwagens en later de MB100-serie bestelwagens en lichte vrachtwagens.

### Fissore en De Tomaso

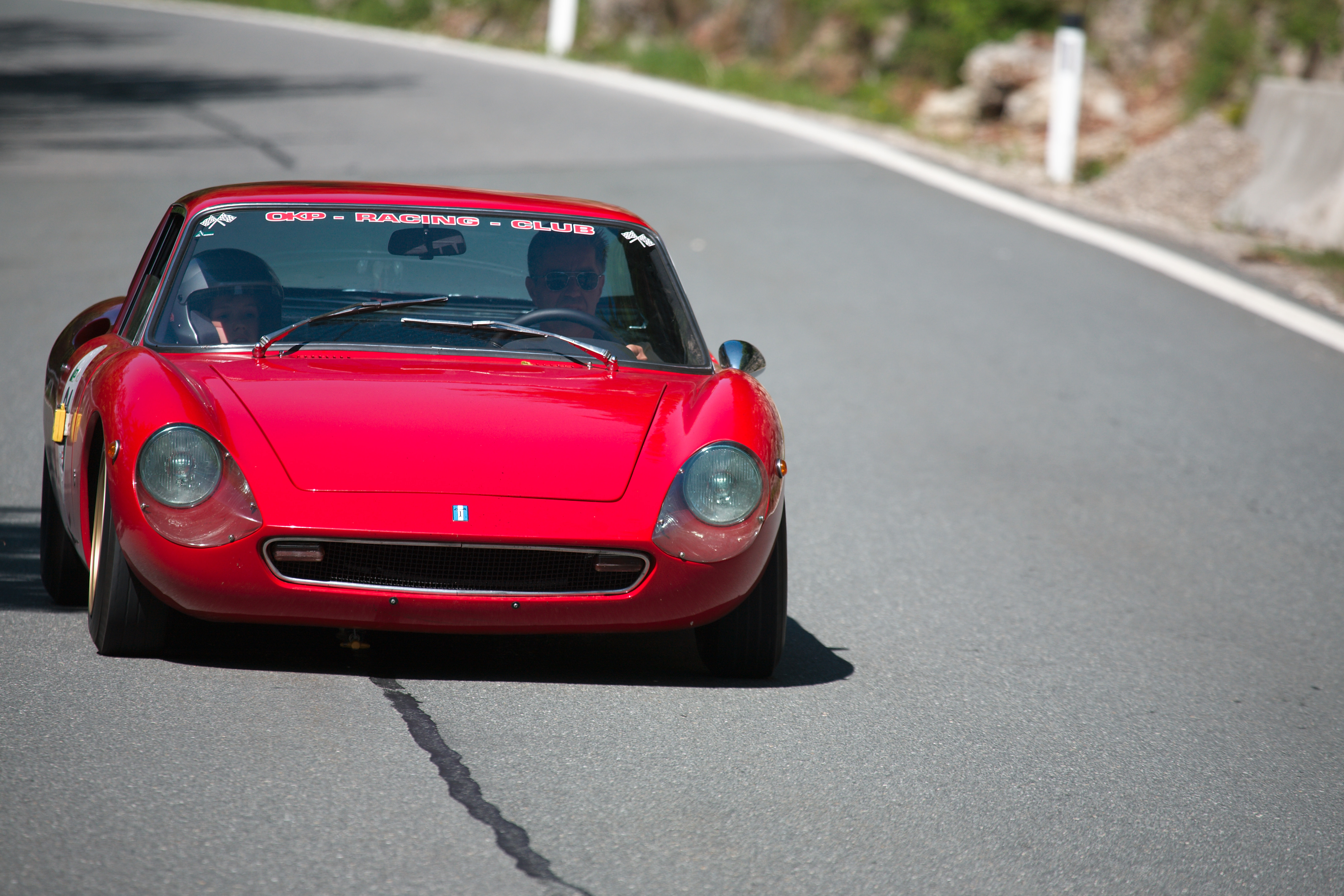
De Tomaso Vallelunga met een carrosserie van Fissore

In 1964 ontwierp Fissore de De Tomaso Vallelunga, een coupé met middenmotor. Fissore bouwde ook twee prototypes met een carrosserie in aluminium. Alejandro de Tomaso liet de wagens uiteindelijk produceren door Ghia, waarvan hij destijds gedeeltelijk de eigenaar was.

### Fissore en Monteverdi

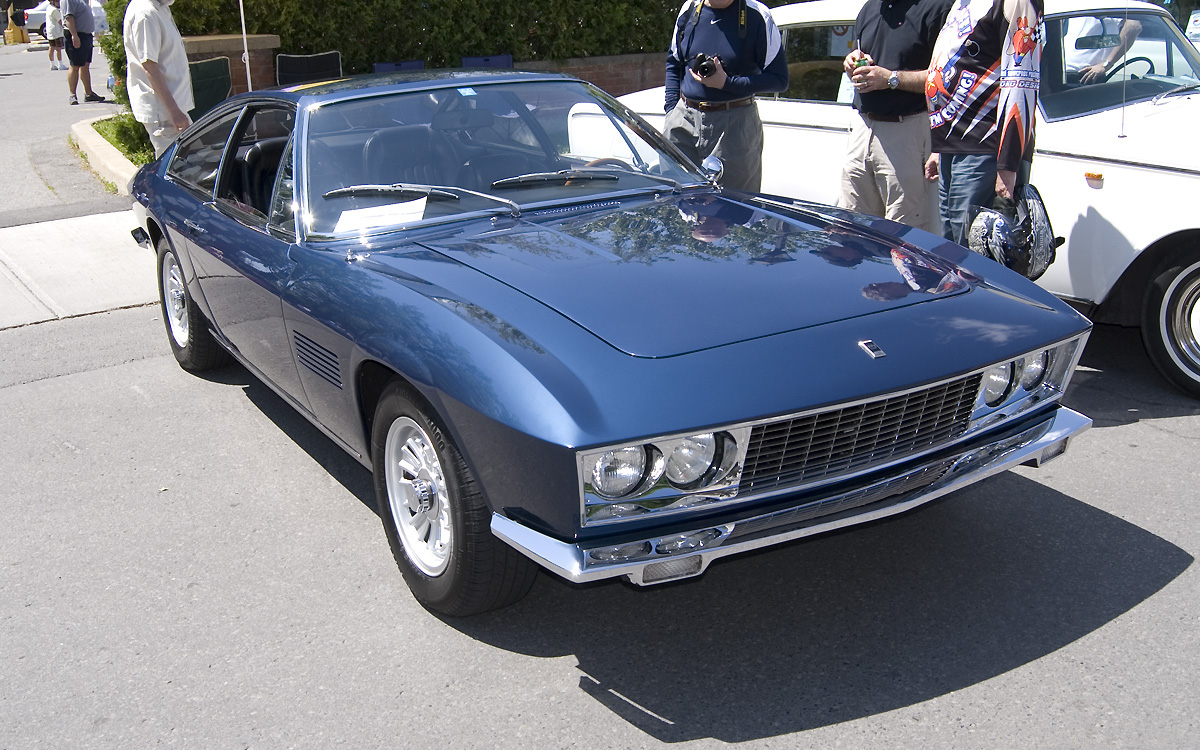
Monteverdi High Speed 375 L met een carrosserie van Fissore

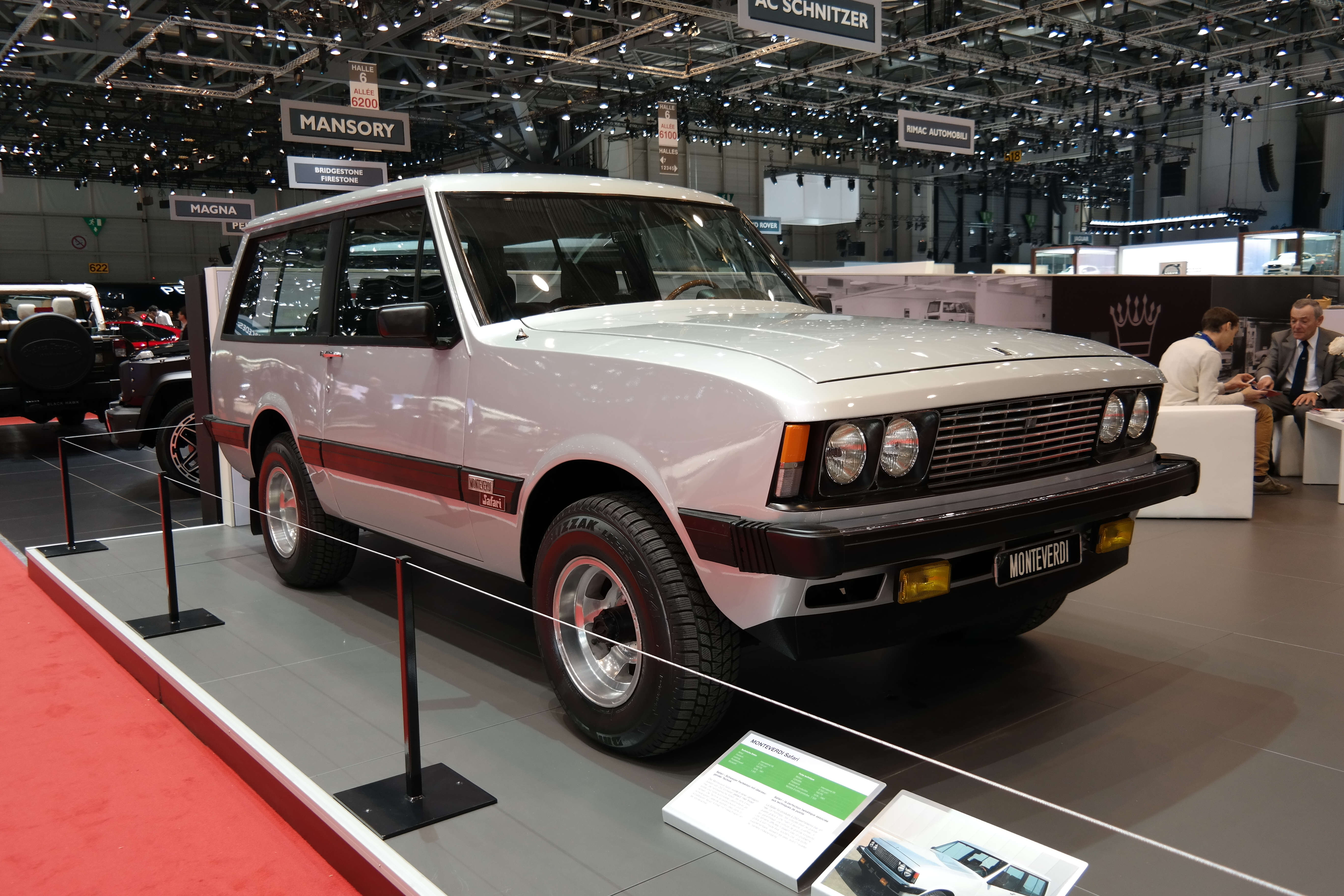
Monteverdi Safari

De zakelijke relatie met Monteverdi was van bijzonder belang voor het bedrijf. Deze samenwerking verzekerde het voortbestaan van Fissore in de jaren zeventig.
De Monteverdi High Speed coupé werd oorspronkelijk ontworpen en gebouwd door Pietro Frua. Vanwege de beperkte capaciteit van de Frua-fabriek verbrak Peter Monteverdi in 1968 na amper een half jaar de samenwerking, ten gunste van Fissore. Aanvankelijk kreeg Fissore van Monteverdi de opdracht om sportwagens te produceren volgens het Frua-ontwerp, maar na een dispuut over licentiekosten liet Pietro Frua via de rechtbank met succes het gebruik van zijn ontwerp verbieden waardoor Monteverdi gedwongen was om het ontwerp van de sportwagen te veranderen. Het is onduidelijk of het nieuwe ontwerp van Fissore kwam of van Peter Monteverdi zelf (zoals hij herhaaldelijk beweerde). Fissore heeft de bewering van Monteverdi in ieder geval nooit tegengesproken. Ook van de coupé-, cabrio- en sedanmodellen die nadien van de High Speed zijn afgeleid heeft Fissore nooit het design opgeëist.
Het productieproces was ingewikkeld: het chassis werd in Basel gebouwd bij Monteverdi en vervolgens naar Savigliano gestuurd om er bij Fissore de carrosserie op te zetten. De auto werd dan weer teruggebracht naar Zwitserland om de motor en andere mechanische onderdelen te monteren en de auto af te werken.
Fissore maakte ook de carrosserie voor de succesvolle Monteverdi Safari. Het is niet zeker of de Monteverdi Sierra, een aangepaste Dodge Aspen, door Fissore is gebouwd. Aangezien de auto slechts beperkte aanpassingen heeft ondergaan in plaats van een compleet nieuwe carrosserie te krijgen, wordt aangenomen dat het werk volledig in Zwitserland werd uitgevoerd. Begin jaren tachtig ontwierp Fissore de Monteverdi 2.8 Turbo, een elegante, zij het ietwat hoekige driedeurs coupé op basis van de Ford Granada. Dit is echter bij een enkel prototype gebleven.

### Andere ontwerpen
- Fissore-ontwerper Trevor Fiore ontwikkelde een wigvormige tweezits coupé voor TVR, die voor het eerst werd getoond op het Autosalon van Genève in maart 1965. Voordat de productie kon starten werden de rechten verkocht aan een TVR-dealer die de auto op de markt bracht onder de merknaam Trident. Tot 1976 werden er ongeveer 130 exemplaren verkocht.
- Voor Alpine ontwierp Fiore een opvolger voor de A110, wat uiteindelijk de A310 zou worden. Voordat het ontwerp in Frankrijk gerealiseerd kon worden zou Monteverdi de lijnen overgenomen hebben voor zijn Monteverdi Hai. Alhoewel Peter Monteverdi beweerde de Hai zelf te hebben ontworpen, zou hij volgens Fiore het Alpine-ontwerp bekeken hebben en het later zonder toestemming gebruikt hebben voor zijn eigen auto.
- Voor Opel bouwde Fissore in 1969 de eerste van twee Aero GT-prototypes van de Opel GT.[7] Fissore ontwierp begin jaren zeventig ook een vierdeurs cabriolet van de Opel Diplomat B en produceerde er vier exemplaren van die gebruikt werden bij grote evenementen om beroemdheden te vervoeren.[8]
- Ook de Otas, een kleine sportieve coupé op basis van de Autobianchi A112, werd door Fissore ontworpen.

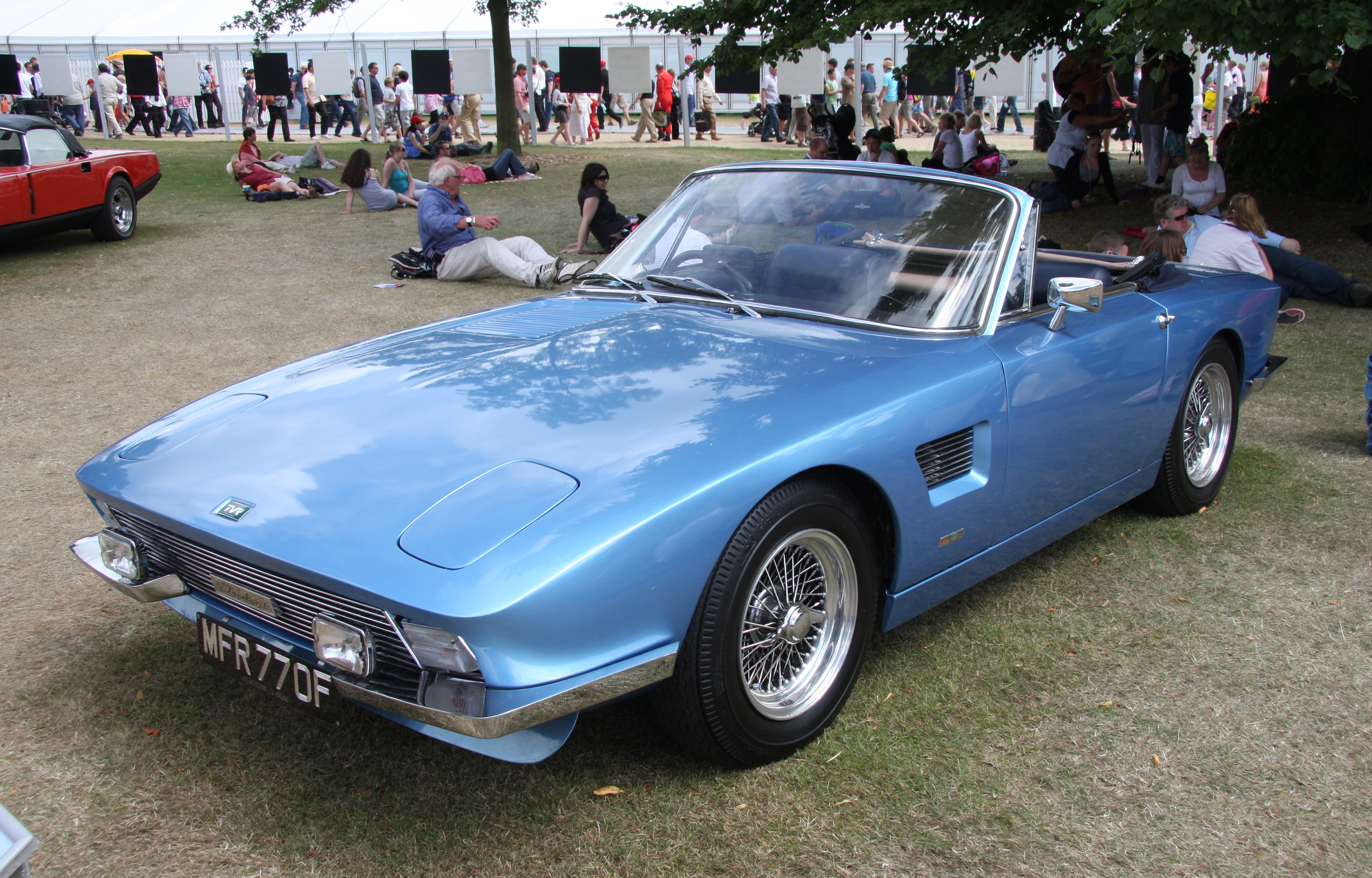
Trident Roadster (1967)
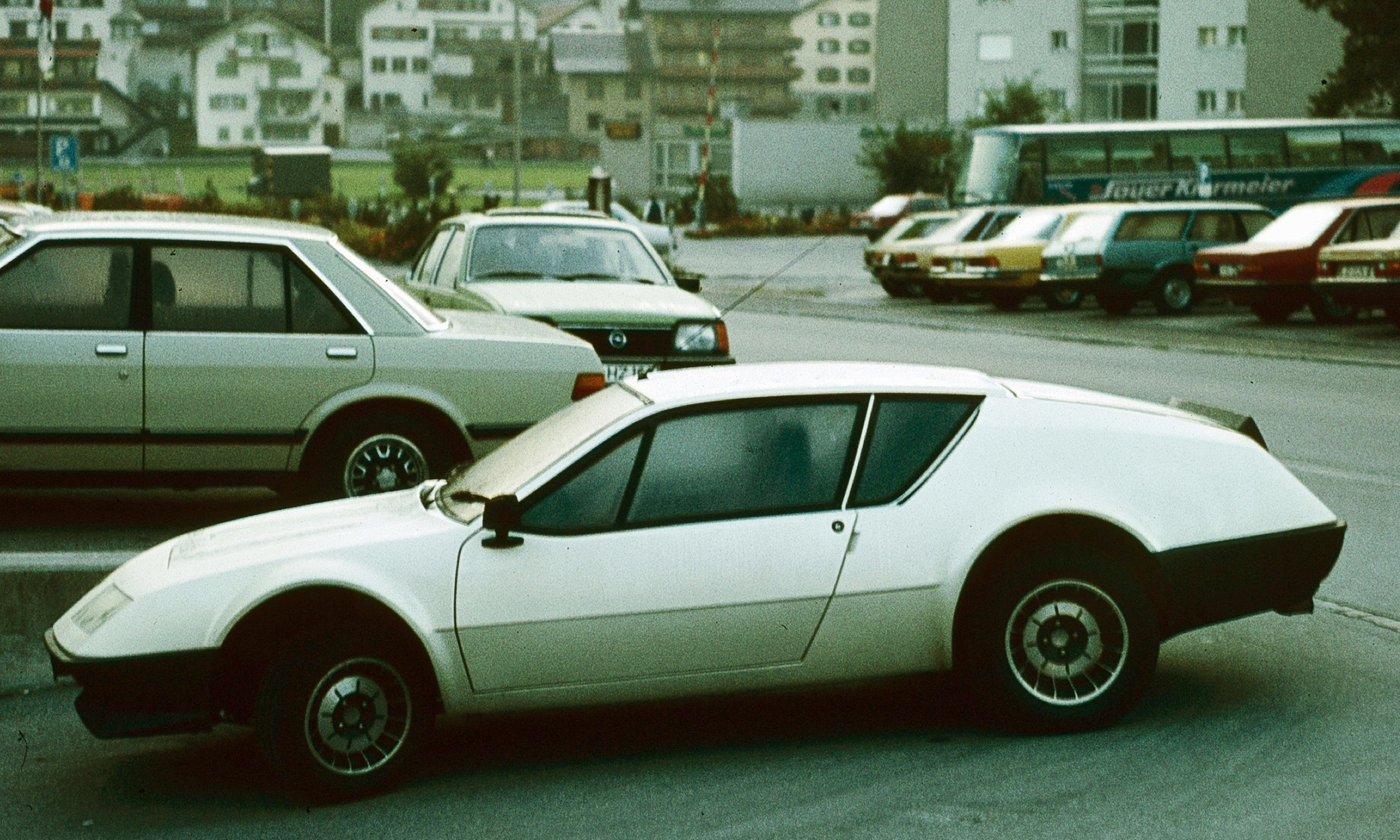
Alpine A310 met een carrosserie ontworpen door Fissore
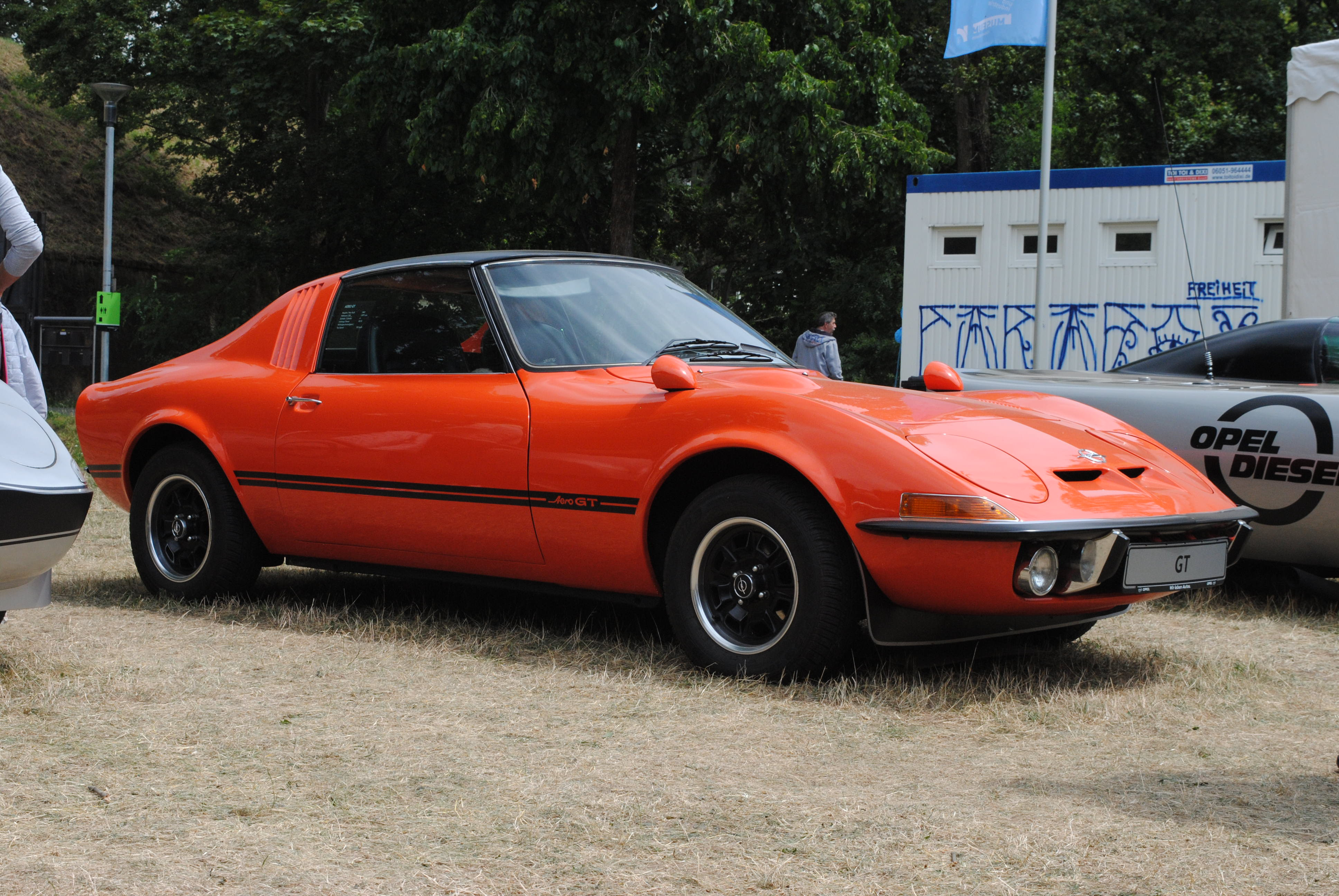
Opel Aero GT (1969)
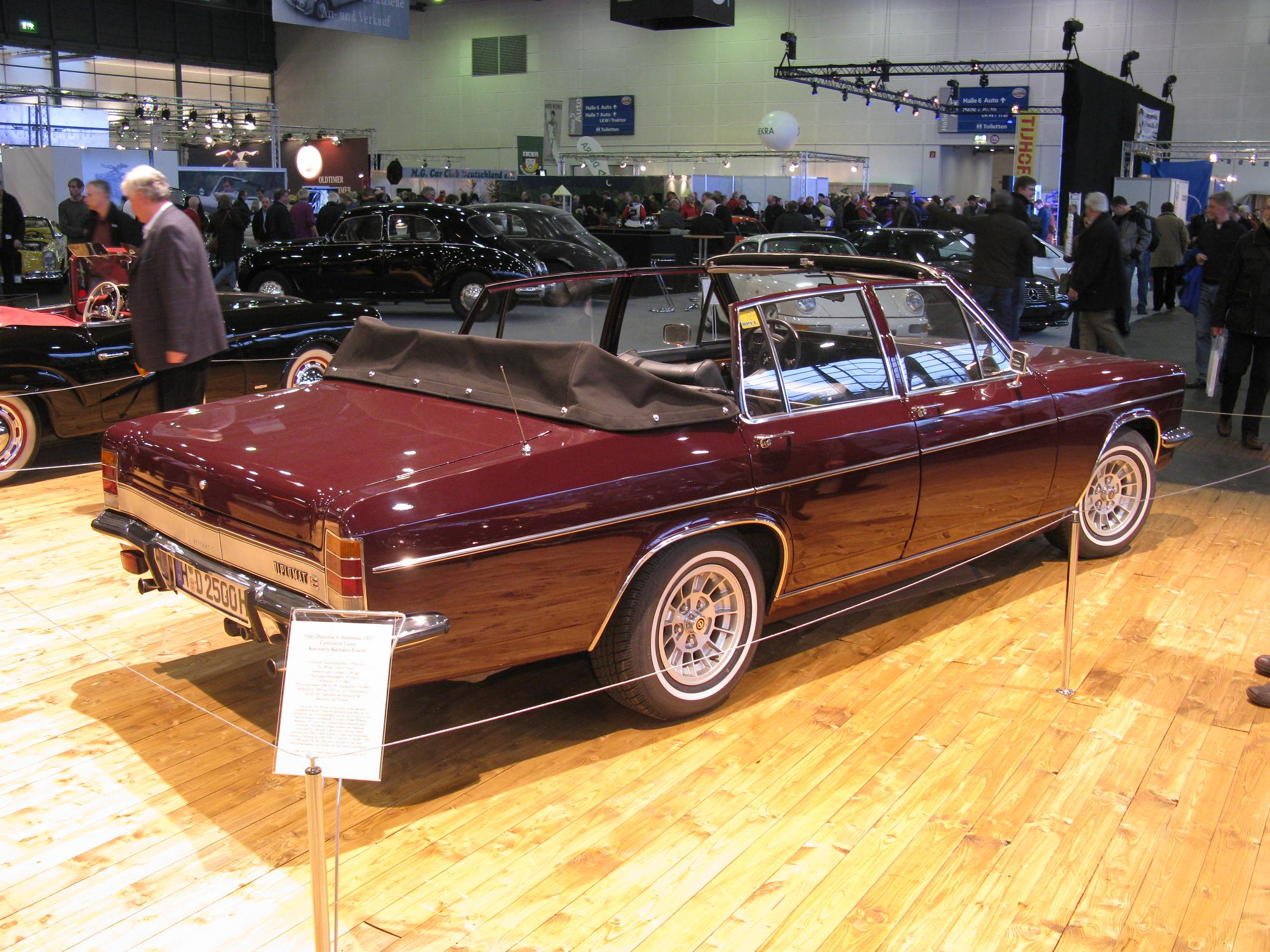
Vierdeurs cabriolet op basis van de Opel Diplomat B